# Vita husets stabschef
Vita husets stabschef (engelska: White House Chief of Staff; formellt: Assistant to the President and Chief of Staff) är en senior rådgivare i USA:s presidentkansli. Stabschefen är av tradition ledamot av kabinettet och brukar delta vid nationella säkerhetsrådets sammanträden.
Stabschefen leder den politiska staben i Vita huset (White House Office) och ansvarar bland annat för presidentens schema samt avgör vem som ska beviljas audiens eller företräde hos presidenten. Stabschefens uppgifter sköttes tidigare av presidentens sekreterare. 1946 infördes befattningen Assistant to the President (presidentens rådgivare) och stabschef 1961. Stabschefen assisteras av två biträdande stabschefer.
Presidentens val av stabschef behöver inte godkännas av senaten.
Susie Wiles tillträdde som stabschef till Donald Trump 20 januari 2025.

## Lista över Vita husets stabschefer

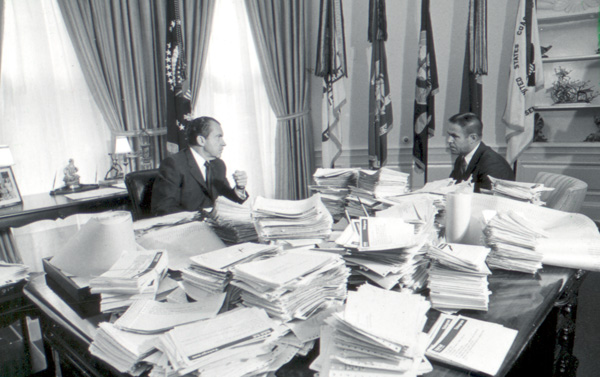
President Richard Nixon och stabschefen H.R. Haldeman i ovala rummet 1969, skrivbordet är fyllt med reaktioner på presidentens tal om den "tysta majoriteten".

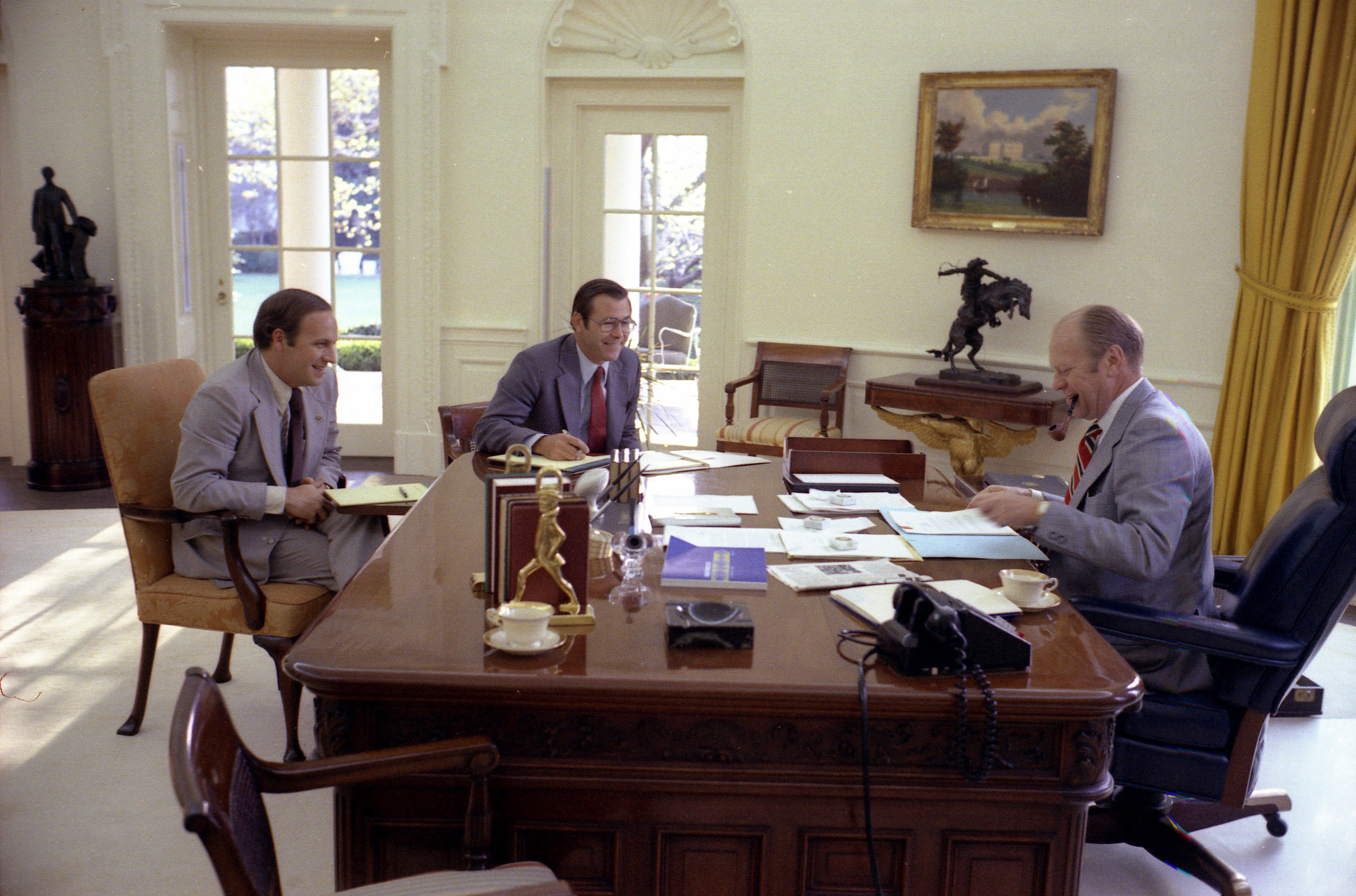
President Gerald Ford i ovala rummet med stabschefen Donald Rumsfeld och vice stabschefen Dick Cheney, 22 april 1975. Cheney tog över rollen som stabschef när Rumsfeld utsågs till försvarsminister.

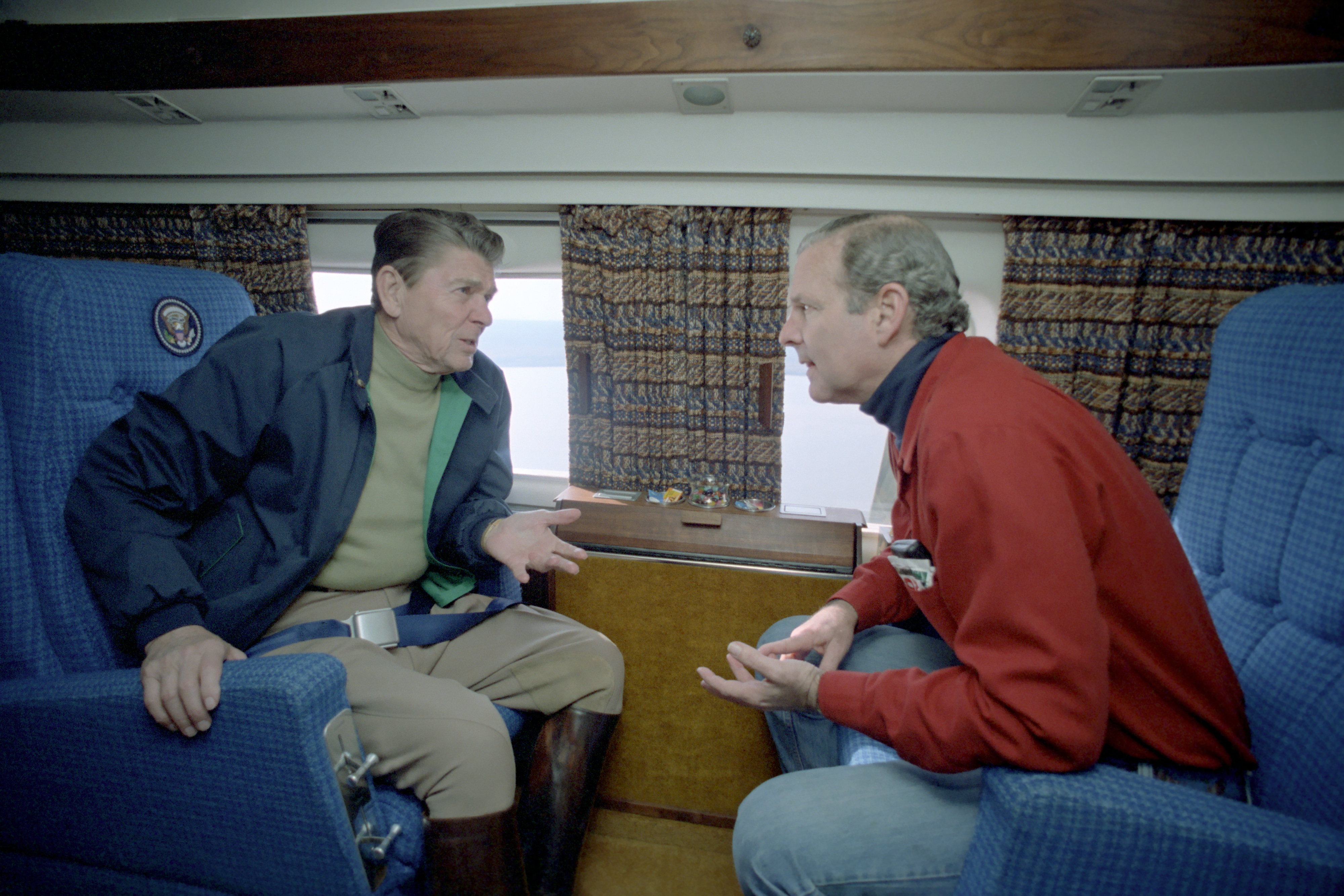
President Ronald Reagan och stabschefen James Baker ombord på Marine One, 25 mars 1981.

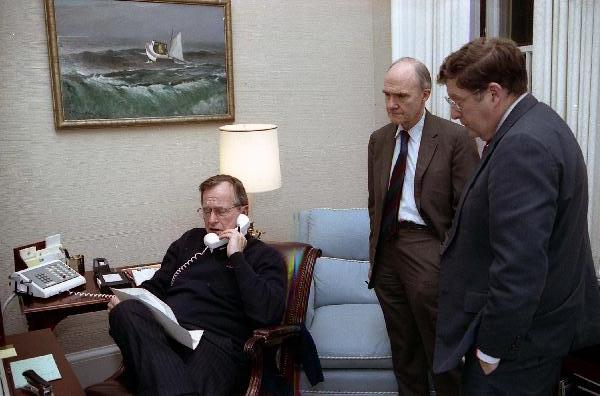
President George H.W. Bush talar i telefon från oval office study angående USA:s invasion av Panama med stabschefen John H. Sununu och säkerhetsrådgivaren Brent Scowcroft intill, 20 december 1989.

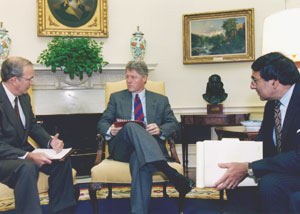
President Bill Clinton i möte med säkerhetsrådgivaren Anthony Lake och stabschefen Leon Panetta i ovala rummet, 11 oktober 1994.

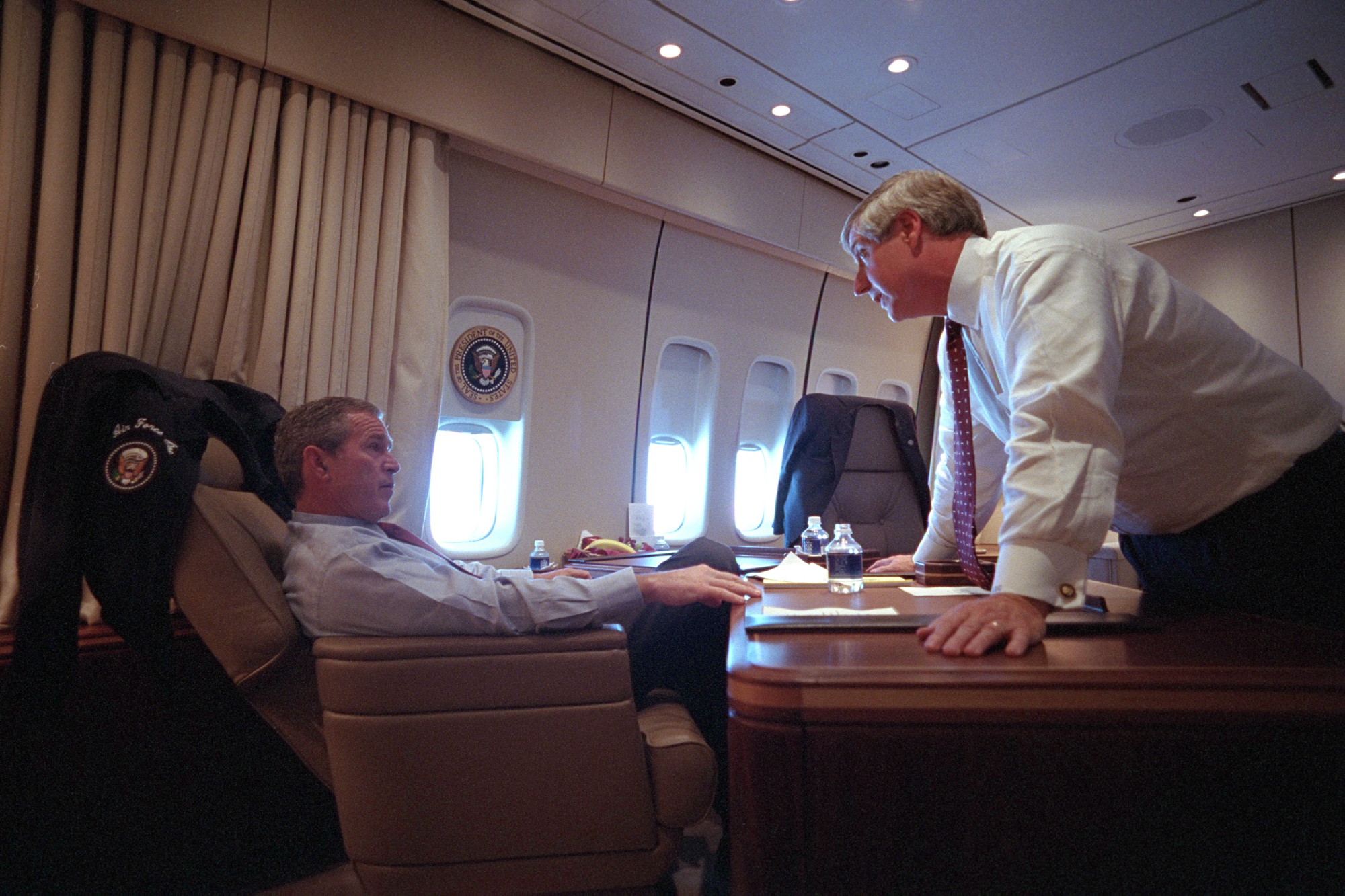
Stabschefen Andrew Card i samtal med president George W. Bush ombord på Air Force One den 11 september 2001 efter terroristattackerna samma dag.

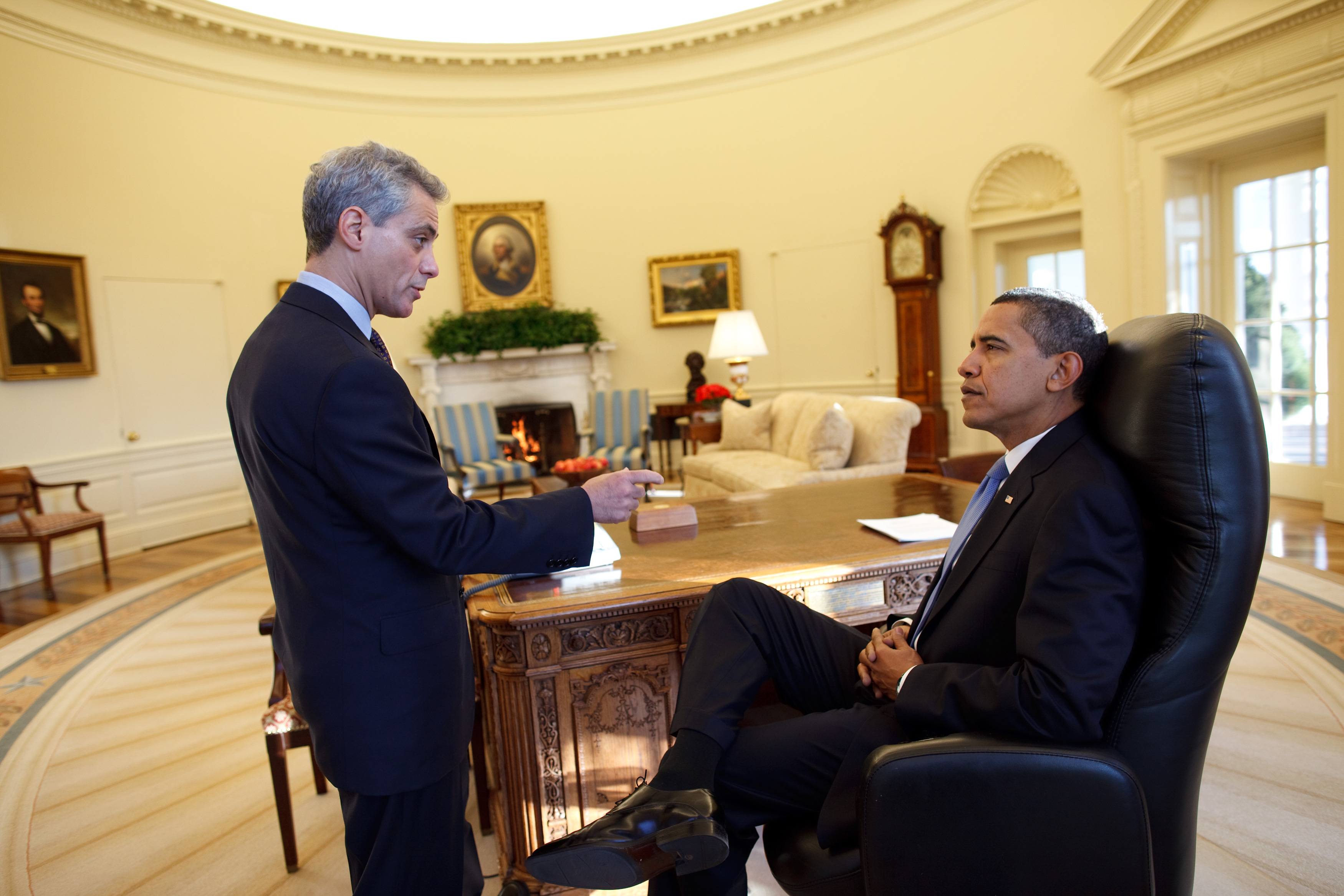
Stabschefen Rahm Emanuel och Barack Obama under dennes första heldag som president, 21 januari 2009.

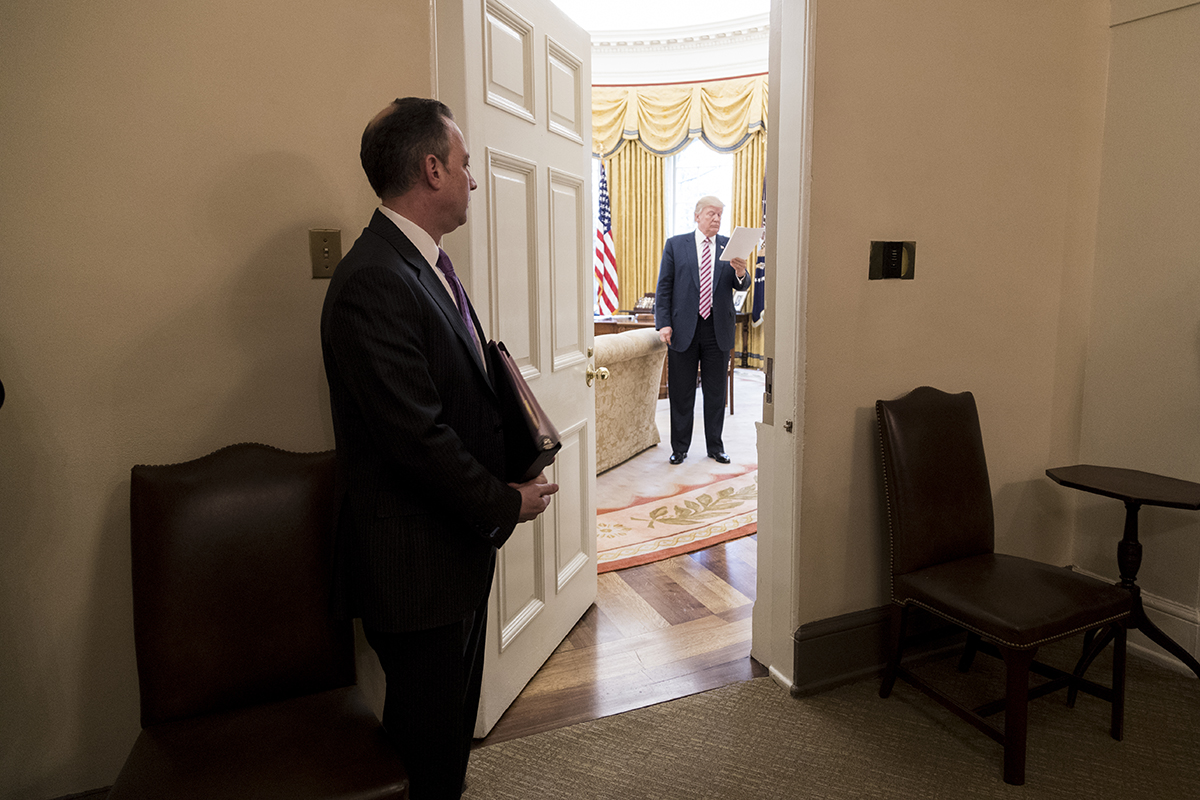
Stabschefen Reince Priebus med dörren på glänt utanför ovala rummet där president Donald Trump läser igenom ett papper, 10 mars 2017.

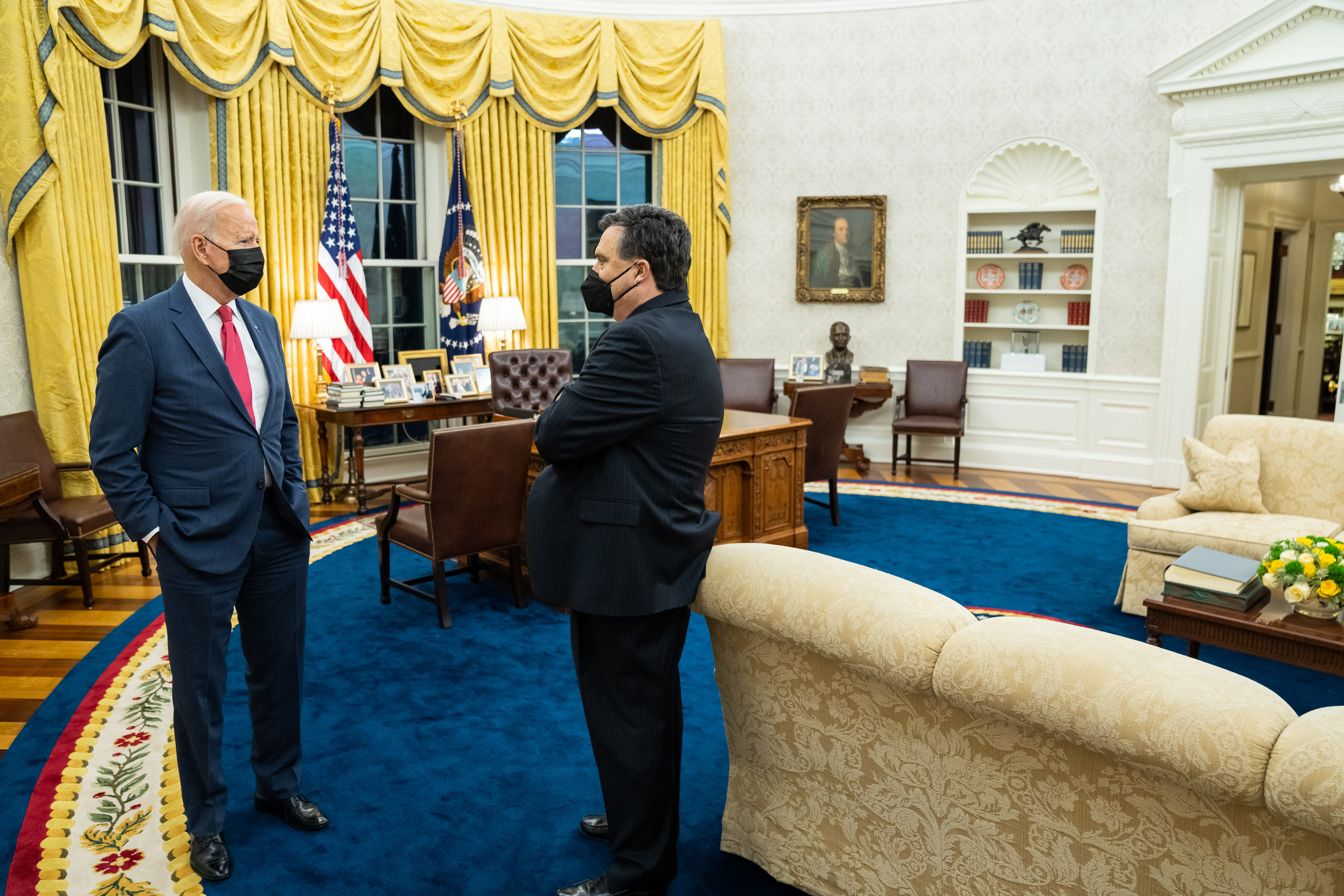
President Joe Biden och stabschefen Ron Klain i ovala rummet, 22 oktober 2021.

| Nr    | Porträtt | Stabschef                         | Tillträde       | Avgick          | President         | Ref         |
| ----- | -------- | --------------------------------- | --------------- | --------------- | ----------------- | ----------- |
| 1     |          | John R. Steelman (född 1900–1999) | 1946            | 1952            | Harry Truman      |             |
| 2     |          | Sherman Adams (1899–1986)         | 1953            | 1958            | Dwight Eisenhower |             |
| 3     |          | Wilton Persons (1896–1977)        | 1958            | 1961            | Dwight Eisenhower |             |
| -     |          | Kenneth O'Donnell (1924–1977)     | 1961            | 1963            | John F. Kennedy   |             |
| -     |          | vakant                            | 1961            | 1963            | Lyndon Johnson    |             |
| -     |          | W. Marvin Watson (född 1924–2017) | 1965            | 1968            | Lyndon Johnson    |             |
| -     |          | James R. Jones (född 1939)        | 1968            | 1969            | Lyndon Johnson    |             |
| 4     |          | H.R. Haldeman (1926–1993)         | 1969            | 1973            | Richard Nixon     |             |
| 5     |          | Alexander Haig (1924–2010)        | 1973            | 1974            | Richard Nixon     |             |
| 6     |          | Donald Rumsfeld (1932–2021)       | 1974            | 1975            | Gerald Ford       |             |
| 7     |          | Dick Cheney (född 1941)           | 1975            | 1977            | Gerald Ford       |             |
|       |          | vakant                            | 1977            | 1979            | Jimmy Carter      |             |
| 8     |          | Hamilton Jordan (1944–2008)       | 1979            | 1980            | Jimmy Carter      |             |
| 9     |          | Jack Watson (född 1938)           | 1980            | 1981            | Jimmy Carter      |             |
| 10    |          | James Baker (född 1930)           | 1981            | 1985            | Ronald Reagan     |             |
| 11    |          | Donald Regan (1918–2003)          | 1985            | 1987            | Ronald Reagan     |             |
| 12    |          | Howard Baker (1925–2014)          | 1987            | 1988            | Ronald Reagan     |             |
| 13    |          | Kenneth Duberstein (1944–2022)    | 1988            | 1989            | Ronald Reagan     |             |
| 14    |          | John H. Sununu (född 1939)        | 1989            | 1991            | George H.W. Bush  |             |
| 15    |          | Samuel K. Skinner (född 1938)     | 1991            | 1992            | George H.W. Bush  |             |
| 16    |          | James Baker (född 1930)           | 1992            | 1993            | George H.W. Bush  |             |
| 17    |          | Mack McLarty (född 1946)          | 20 januari 1993 | 17 juli 1994    | Bill Clinton      |             |
| 18    |          | Leon Panetta (född 1938)          | 17 juli 1994    | 20 januari 1997 | Bill Clinton      |             |
| 19    |          | Erskine Bowles (född 1945)        | 20 januari 1997 | 20 oktober 1998 | Bill Clinton      |             |
| 20    |          | John Podesta (född 1949)          | 20 oktober 1998 | 20 januari 2001 | Bill Clinton      |             |
| 21    |          | Andrew Card (född 1947)           | 20 januari 2001 | 14 april 2006   | George W. Bush    |             |
| 22    |          | Joshua Bolten (född 1954)         | 14 april 2006   | 20 januari 2009 | George W. Bush    |             |
| 23    |          | Rahm Emanuel (född 1959)          | 20 januari 2009 | 1 oktober 2010  | Barack Obama      |             |
| (tf.) |          | Pete Rouse (född 1946)            | 1 oktober 2010  | 13 januari 2011 | Barack Obama      |             |
| 24    |          | William M. Daley (född 1948)      | 13 januari 2011 | 27 januari 2012 | Barack Obama      |             |
| 25    |          | Jacob Lew (född 1955)             | 27 januari 2012 | 20 januari 2013 | Barack Obama      |             |
| 26    |          | Denis McDonough (född 1969)       | 20 januari 2013 | 20 januari 2017 | Barack Obama      |             |
| 27    |          | Reince Priebus (född 1972)        | 20 januari 2017 | 31 juli 2017    | Donald Trump      |             |
| 28    |          | John F. Kelly (född 1950)         | 31 juli 2017    | 2 januari 2019  | Donald Trump      |             |
| (tf.) |          | Mick Mulvaney (född 1967)         | 2 januari 2019  | 31 mars 2020    | Donald Trump      |             |
| 29    |          | Mark Meadows (född 1963)          | 31 mars 2020    | 20 januari 2021 | Donald Trump      |             |
| 30    |          | Ron Klain (född 1961)             | 20 Januari 2021 | 7 februari 2023 | Joe Biden         | [ 3 ] [ 4 ] |
| 31    |          | Jeff Zients (född 1966)           | 8 februari 2023 | 20 januari 2025 | Joe Biden         |             |
| 32    |          | Susie Wiles (född 1957)           | 20 januari 2025 | sittande        | Donald Trump      |             |

## Motsvarande i Finland och Sverige
Översatt till finländska förhållanden motsvarar stabschefens roll en senior rådgivare till både presidenten och statsministern.
För svenska förhållanden motsvarar stabschefens politiska roll av en eller flera statssekreterare hos statsministern. Vita husets stabschef har dock en betydligt mera framträdande roll än sina svenska motparter och ingår i kabinettet.
I någon grad kan även Sveriges riksmarskalk anses vara en svensk motsvarighet till Vita husets stabschef, då riksmarskalken är den chefstjänsteman som leder statschefens förvaltning. Eftersom den svenska statschefens politiska roll är kraftigt begränsad medan den amerikanska konstitutionen baseras på att statschefen leder hela den federala statsmakten är dock den jämförelsen oegentlig.

## I populärkultur
- I spelfilmen Presidenten och miss Wade spelade Martin Sheen rollen som Vita husets stabschef.
- I tv-serien Vita huset spelade John Spencer rollen som Leo McGarry, stabschef till president Josiah (Jed) Bartlet, spelad av Martin Sheen.
- I tv-serien Commander in Chief spelade Harry J. Lennix rollen som Jim Gardiner, först president Teddy Bridges och därefter president Mackenzie Allens stabschef.
- I Tom Clancys böcker om Jack Ryan har karaktären Arnold van Damm uppdraget som stabschef i båda Ryans regeringar.
- I tv-serien House of Cards spelade Sakina Jaffrey en kvinnlig stabschef vid namn Linda Vasquez.

Vita husets stabschef förekommer bland annat även i tv-serierna 24, Designated Survivor och Veep och spelfilmerna Alla presidentens män och The Butler.